# Берутарубе
Берутарубе — действующий вулкан на острове Итуруп Большой Курильской гряды.
Сложный стратовулкан с несколькими вершинными кратерами. Высота 1223 м. Расположен на южной оконечности острова; образует полуостров Часовой.
В настоящее время фиксируется сильная фумарольная и термальная активность на западном склоне.